# Дасаєв Рінат Файзрахманович
Рінат Файзрахманович Дасаєв (тат. Ринат Фәйзерахман улы Дасаев, Rinat Fəyzeraxman uğlı Dasayev; 13 червня 1957, Астрахань, РРФСР, СРСР) — радянський футболіст (воротар), один з найкращих голкіперів світу 1980-х років. Майстер спорту міжнародного класу (1980). Заслужений майстер спорту СРСР (1988). Срібний призер чемпіонату Європи 1988 року. Чемпіон СРСР 1979, 1987 років.

## Біографія
Уродженець Астрахані Рінат Дасаєв має татарське походження.
Закінчив Московський обласний державний інститут фізичної культури. Починав футбольну кар'єру в Астрахані. У 1979—1988 роках був основним воротарем московського «Спартака».
У листопаді 1988 перейшов до іспанської «Севільї», після двох сезонів в якій завершив спортивну кар'єру. Серед основних причин, що спонукали закінчити активні виступи, — невдалий виступ збірної СРСР на ЧС-90.
Працював другим тренером «Севільї». В Іспанії зайнявся бізнесом — відкрив свій магазин з продажу спортивних товарів. Проте швидко зрозумів, що бізнес не приносить ніякого задоволення, і повністю присвятив себе тренерській роботі.
Прощальний матч Ріната Дасаєва був організований в Москві у 1998 році.
З 2003 року — Президент заснованої ним Академії футболу і воротарського мистецтва Ріната Дасаєва.
У 2008 році був Послом фіналу Ліги Чемпіонів УЄФА, що проходив у Москві.
У 2007—2008 роках був одним з тренерів футбольного клубу «Торпедо» Москва. Член «Єдиної Росії». Нагороджений ювілейною медаллю «80 років Держкомспорту Росії».

### Виступи за збірні

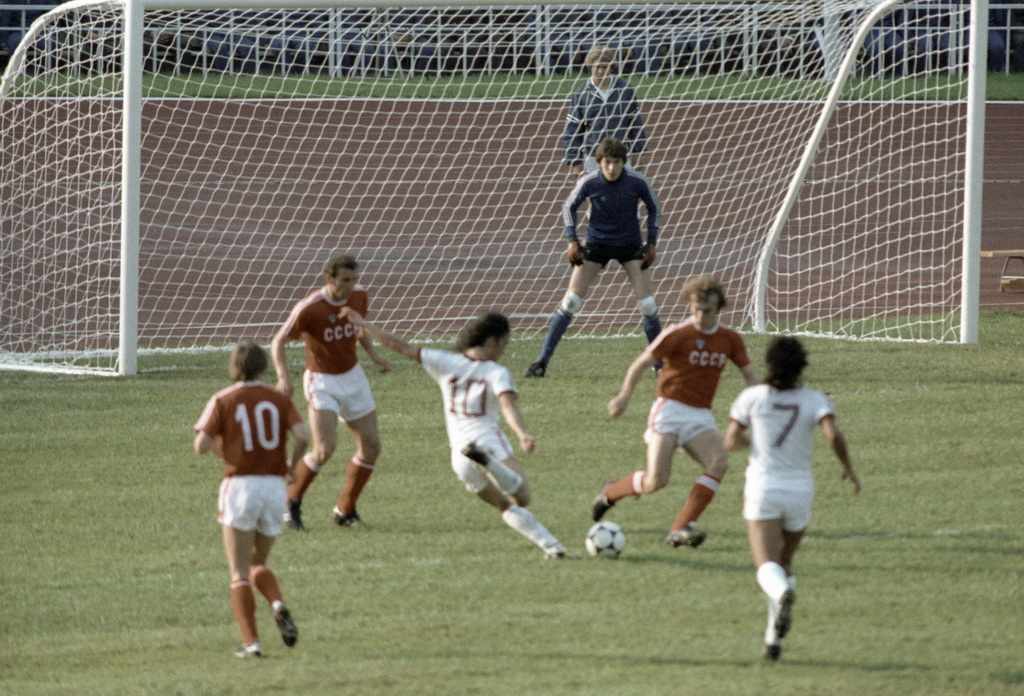
Рінат Дасаєв на XXII Олімпійських іграх

Перший матч за збірну СРСР провів 5 вересня 1979 року проти збірної НДР (0:1), останній — 9 червня 1990 року проти збірної Румунії (0:2).
Захищав кольори радянської збірної на трьох чемпіонатах світу (1982, 1986, 1990) і одному чемпіонаті Європи (1988).
За олімпійську збірну СРСР зіграв 6 матчів на Олімпійських Іграх в Москві.
Займає друге місце серед футболістів збірної СРСР (після О. Блохіна) за кількістю проведених за неї матчів (91).

## Досягнення
- Чемпіон СРСР: 1979, 1987
- Бронзовий олімпійський призер: 1980
- Віце-чемпіон Європи: 1988
- Приз «Воротар року» (6): 1980, 1982, 1983, 1985, 1987, 1988
- Найкращий футболіст СРСР: 1982
- Найкращий воротар світу за версією МФФІІС: 1988
- У списках 33 найкращих футболістів сезону в СРСР (10): № 1 — 1979—1983, 1985—1988; № 2 — 1984
- За результатами опитування журналу France Football неодноразово потрапляв до списку найкращих футболістів Європи: 6-е місце (1982 рік), 6-е місце (1983), 22-е місце (1984), 9-е місце (1985), 16-е місце (1986), 21-е місце (1987), 13-е місце (1988)
- За підсумками опитування Міжнародної федерації футбольної історії та статистики (IFFHS) посів 17-е місце серед найкращих футбольних воротарів XX століття
- У списку ФІФА 100
- Кавалер ордена «Знак Пошани» (1985)

## Сім'я
Одружений, дві дочки і два сини.